# 小室しげ子
小室 しげ子 （こむろ しげこ、1950年3月25日 - ）は、日本の漫画家。宮城県白石市出身。女性。代表作に「あの日の夢を花たばにして」・「Aの悲劇」・「ばらの封印」などがある。

## 来歴・作風
高校卒業後、1970年、『週刊少女コミック』第26号（10月11日号）の第3回週刊少女コミックまんが研究生に入選し、同年、『別冊少女コミック』掲載の「おとなってずるい」でデビュー。以後、小学館ほか、主として講談社の雑誌を中心に活躍し、アニメ絵本、カット、イラストの仕事も手がけている。

## 作品リスト

### 単行本
- あの日の夢を花たばにして 講談社コミックスなかよし（講談社）1978年2月1日発売　ISBN 978-4061082953
- わが愛は翼にのって講談社コミックスなかよし（講談社）1978年10月5日発売　原作：万里村ゆき子 ISBN 978-4061083127
- アリス・アイ ラブ ユー 講談社コミックスなかよし（講談社）1979年11月1日発売　ISBN 978-4061083424
- 愛の心をキャンバスに 講談社コミックスなかよし（講談社）1980年8月1日発売　ISBN 978-4061083615
- 親愛なるMr.ハークネス講談社コミックスなかよし（講談社）1981年4月1日発売、ISBN 978-4061083783
- ふたりの交響詩講談社コミックスなかよし（講談社）
  1. 1981年9月1日発売　ISBN 978-4061083899
  2. 1982年8月1日発売 ISBN 978-4061084155
- ひまわりのあいつ ひばりヒットコミックス（ひばり書房）1981年7月10日発売
- 明日への道しるべ ひばりヒットコミックス（ひばり書房）1981年10月9日発売
- 面接合格バイブル (実用まんがシリーズ)（講談社）1984年8月1日発売、ISBN 978-4061898042
- ねじれたシルエット 講談社コミックスなかよし（講談社）1984年12月1日発売、原作：遠藤今日美 ISBN 978-4061084605
- ばらの封印 講談社コミックスなかよし（講談社）1985年1月1日発売　ISBN 978-4061084889
- Aの悲劇 講談社コミックスなかよし（講談社）1985年12月1日発売　ISBN 978-4061785212
- 悪魔の橋 講談社コミックスなかよし（講談社）1987年3月1日発売、ISBN 978-4061785663
- 守護霊はエイリアン ホラーコミックス（秋田書店）1991年4月1日発売、ISBN 978-4253126120
- 絵で見るスキット英会話 1 すてきな一日（学研プラス）1992年3月1日発売、坂巻潤子・アヴィ・ランドー：共著、ISBN 978-4051059736
- シャドーエンジェル ホラーコミックス（秋田書店）1992年6月発売
- マンガ ソフトボール入門―わかりやすくてうまくなる!（有紀書房）1996年7月1日発売、本間正夫：著、ISBN 978-4638011218
- すぐわかる!うまくなる!マンガバレーボール（有紀書房）1998年7月1日発売、本間正夫：著、ISBN 978-4638011256

### イラスト
- ベートーベンものがたり―偉大な音楽家 せかいの伝記ぶんこ（金の星社）1990年9月1日発売、大蔵宏之：著ISBN 978-4323014395